# Candy Clark
Candace June "Candy" Clark, född 20 juni 1947 i Norman, Oklahoma, är en amerikansk skådespelerska.

## Utmärkelser
Clark vann ett Saturn Award för bästa kvinnliga biroll för Blue Thunder 1983.

## Roller i urval
- 1972 – Fat City - Chansernas stad
- 1973 – Sista natten med gänget
- 1976 – Mannen utan ansikte
- 1977 – Kortvågsgänget
- 1978 – The Big Sleep
- 1979 – Festen är över
- 1982 – Blue Thunder
- 1983 – Huset som Gud glömde 3
- 1985 – Cat's Eye
- 1985 – Öga mot öga
- 1988 – Panik
- 1991 – Cool as Ice
- 1995 – Baywatch Nights (TV-serie) (1 avsnitt)
- 2000 – Cherry Falls
- 2007 – Zodiac
- 2009 – The Informant!
- 2012–2019 – Criminal Minds (TV-serie) (3 avsnitt)
- 2017 – Twin Peaks (TV-serie) (2 avsnitt)